# 开滦唐山矿早期工业遗存

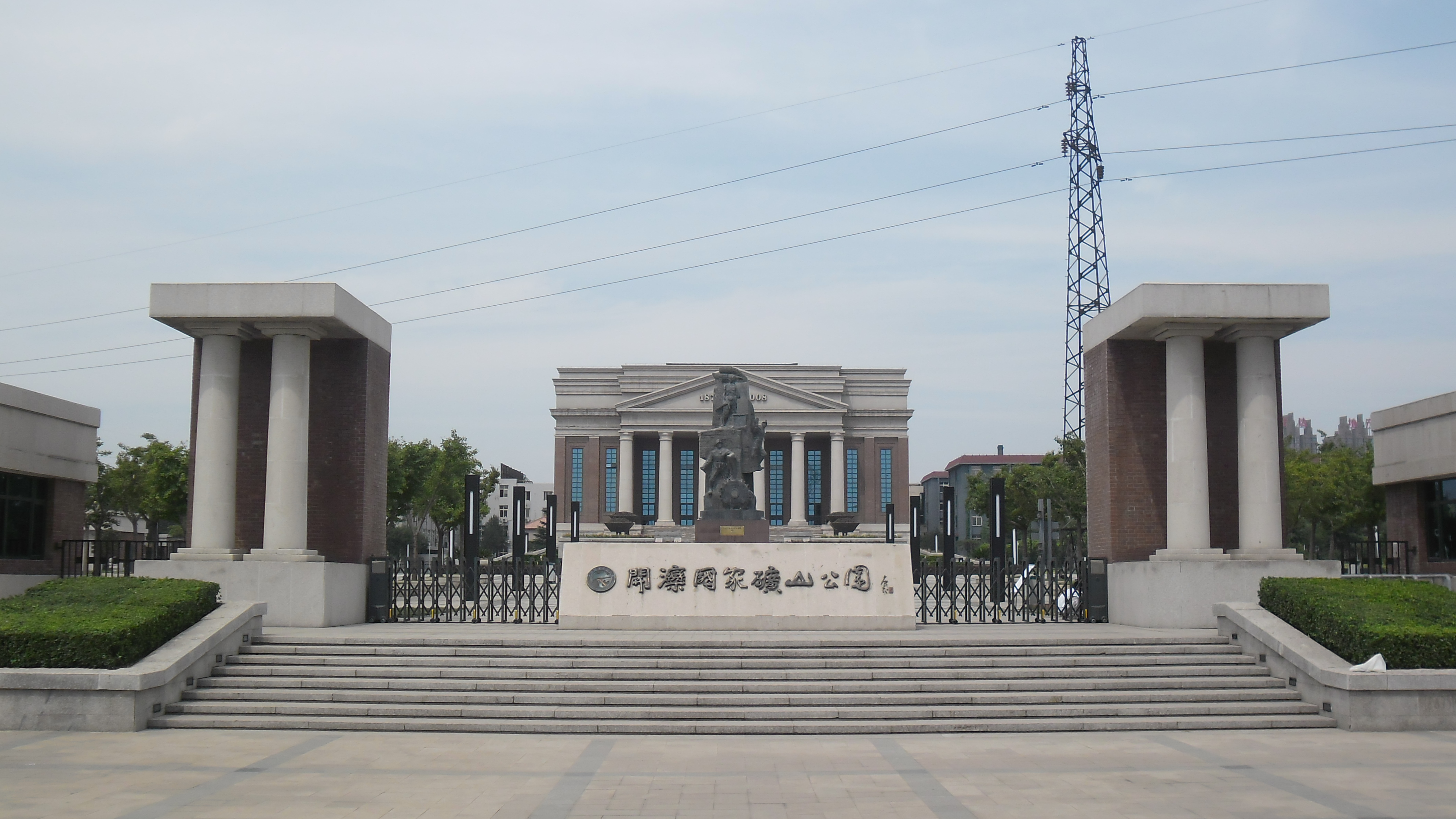
开滦国家矿山公园

开滦唐山矿早期工业遗存位于河北省唐山市路南区，由1878年建成的唐山矿一号井、唐胥铁路肇始之处、铁路公路立交桥涵——达道三大矿业遗迹组成，2013年5月，被中华人民共和国国务院列入第七批全国重点文物保护单位。